# Jep Gouzy
Jep Gouzy i Anrich (Montalieu-Vercieu, Arpitània, 1932 - Pau, Occitània, 2018) fou un poeta, dramaturg, traductor i escriptor de narrativa i d'assaig nord-català.
Fill de Marcel Gouzy, un poeta rossellonès, es va apassionar dins un primer temps pel teatre, i treballà amb en Pierre Brasseur, Jean Lagènie, Gilles Duché. Conegué en Jean Vilar a Avinyó. Rebé el premi Jamati de teatre el 1954 i dirigí durant quatre anys el "Théâtre d'Essai" de Pau (Bearn). Professor de castellà a Pau, hom l'encarregà classes a la Universitat de Pau en psicologia dels grups (DUFFA). Treballà molts anys a la Universitat Catalana d'Estiu de Prada.
Psicoanalista, va ser membre fins al 1992 de la "Société Française de Psychothérapie Psychanalytique de groupe" i de la "lnternational Association of Group Psychotherapy". Presidí durant tres anys el GAIRPS de Perpinyà.
Va traduir del castellà, cors, francès, occità i portuguès al català, i també ha fet algunes versions de lletres de cançons de l'anglès al català, com ara les de Jim Morrison i Van Morrison que apareixen a la seva "no-vela", La virginitat retrobada de Jim i Van Morrisson, que apareixen junt amb lletres de Jordi Barre i Joan Tocabens.
Col·laborà en revistes i periòdics francesos, catalans, castellans i occitans: Revue d'Esthétique, Education et Théâtre, Revista de la Universidad de Salamanca, Avui, El Punt, Tramontane, Sant Joan i Barres, Serra d'Or, Annals de la U.C.E, etc.
La seva companya, Renée Sallaberry, és traductora i ha traduït o versionat al francès moltes de les obres d'en Gouzy, com també l'obra completa de Bartomeu Rosselló-Pòrcel i, entre altres obres, la novel·la de Toni Serra Carrer de l'Argenteria 36. Un altre traductor de l'obra de Gouzy al francès ha estat l'occità Bernat Lesfargues, fundador de l'editorial Fédérop a Brageirac, al Perigord.

## Obres escrites en català
Poesia
- Espers de primavera, 1961.
- Com l'aigua enterboleix el vi / Comme l'eau trouble le vin, (edició bilingüe català-francès), Pau: éd. Robert Lavielle, 1971
- Angola, o si tu fossis el negre / Angola ou si tu étais le nègre, (edició bilingüe), Pau: éd. Robert Lavielle, 1973
- El violòncel amarg, Barcelona: Editorial Barcino, 1976
- Saga de l'amor número 1, Pau: éd. Robert Lavielle, 1977
- Poesia oberta (1950-1990), Barcelona: Columna Edicions, 1991
- Les eloqüències del silenci, Barcelona: Columna Edicions, 1991
- Els llavis blaus de la nostàlgia, Barcelona: Columna Edicions, 1997
- Paraules d'una nit de maig, Barcelona: Columna Edicions, 1999
- Imatges d'un racó, Girona: Ajuntament / Llibreria 22, (plec o plaquette Senhal) 1999.
- Cementiri de Port Louis... i un mirall trencat / Cimetière de Port-Louis… et un miroir brisé, (edició bilingüe, trad. d'André Vinas), Perpinyà: Publications de l'Olivier, 2000. Acompanyat d'un CD de música electrònica de Tristan Bizzarri.
- Les Eloqüències del silenci / Les Éloquences du silence, (reeditat en bilingüe, trad. française Renée Sallaberry), Gardona: Fédérop, 2000
- Qui mata un ou mata un bou - concert live, Barcelona: Viena, 2002
- Horitzó groc / Horizon jaune (bilingüe català-francès, trad. Renée Sallaberry, Bernard Lesfargues), Brageirac: Les Amis de la Poésie, 2004
- Díptic per a la llum / Diptyque pour la lumière, (bilingüe català-francès, trad. Renée Sallaberry), Brageirac: Les Amis de la Poésie, 2005
- S(a)lam Aleikum, òpera bàrbar a peu coix / S(a)lam Aleikum, opéra barbare à cloche-pied, (bilingüe, versió francesa de Renée Sallaberry), Perpinyà: Editorial El trabucaire, 2009

Narrativa i assaig
- Contalles de l'Oncle Josep, Perpinyà/Canet de Rosselló: Editorial El trabucaire, 1993
- Un plat d'arròs per a Tom Waits, Perpinyà/Canet de Rosselló: Editorial El trabucaire, 1993
- Bruse's Blues, Girona: Ajuntament / Llibreria 22, (plec o plaquette Senhal) 1994
- Aposta perduda, Barcelona: Columna Edicions, 1995
- La virginitat retrobada de Jim i Van Morrisson. No-vela, Perpinyà/Canet de Rosselló: Editorial El trabucaire, 1997
- Entrada de fosc, Barcelona: Columna Edicions, 1998
- Contes de la setmana entrant, Perpinyà/Canet de Rosselló: Editorial El trabucaire, 2000
- When Bob meets Eminem or Bob Dylan's 115th dream with a nip of Gin(é), Perpinyà/Canet de Rosselló: Editorial El trabucaire, 2005 (novel·la)